# 哲學殭屍

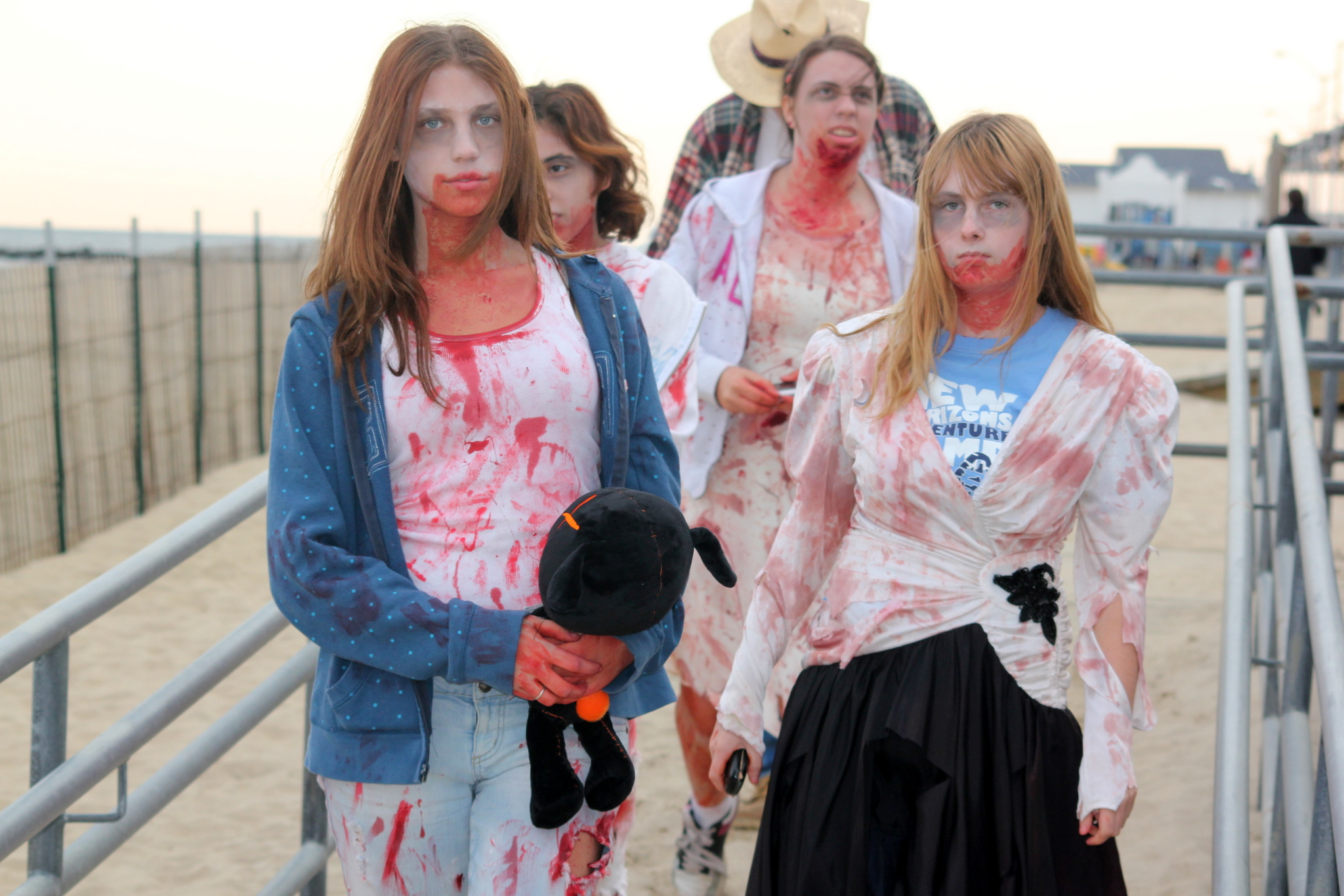
概念隱喻意象：哲學殭屍的物理組成與一般人類無異，但是他沒有意識經驗、感質或感情

哲學殭屍（英語：Philosophical zombie，或稱p-zombie），又譯哲學喪屍，是精神哲學上的假設存在物。假設這個世界上存在一種人，外觀與物理組成都與一般人類無異，但是他沒有意識經驗、感質或感情。舉例而言，哲學殭屍在撞上尖銳物品時，在外在上與一般正常人類相同，可以看到他的皮膚出現傷口，測量他的神經訊號，也可以測量到疼痛訊號的出現，會出現疼痛的表情，發出叫聲，會向其他人表示自己正在疼痛。但是他的內在心靈中，沒有疼痛的意識。
哲學殭屍是一種思想實驗，用來驗證哲學的前提是否可靠。利用哲學殭屍存在為前提，建立的論證，也被稱為殭屍論證（zombie arguments），常被用來反駁物理主義（Physicalism），包括唯物主義、行為主義與功能主義者提出的論點。

## 概要
哲學殭屍並不適用於下列內容。
- 缺乏罪惡感、冷酷等代表人類個性的詞。
- 精神病學中用於代稱精神病的詞。

為了避免討論混亂，有下列兩種區別。
行為殭屍（Behavioral Zombie）
從外部行為無法與一般人類區別的殭屍，但若進行解剖可能得以分辨與人類的差異。舉例而言，科幻電影中以「機械沒有意識經驗」為前提看待仿生人，就符合行為殭屍的定義。
哲學殭屍（Neurological Zombie）
包含腦神經細胞的狀態等，一切能夠觀測的物理組成都無法與一般人類區別的殭屍。
哲學殭屍這個詞被定義為「雖然看起來與一般人類無異，卻不擁有內部經驗（意識與感受性）的人類」的假設存在物，是精神哲學上的假設、一種討論的道具。哲學家中大都不相信哲學殭屍實際存在，而是與「哲學殭屍可能存在嗎」、「我們為什麼不是哲學殭屍」等等其他精神哲學問題一起討論。
反之假設「哲學殭屍真的存在」，即使長年與哲學殭屍相處也沒有人能將之與一般人類區別出來。哲學殭屍會與一般人類同樣的笑、同樣的憤怒、同樣熱情的討論精神哲學。就算從物理、化學、電流反應看來也都與一般人類無異。要是能夠區別就不是哲學殭屍，而是行為殭屍。
若要說哲學殭屍與一般人類唯一的差異，那就是哲學殭屍沒有那些時候對「快樂」、「憤怒」以及對討論「惱怒」的意識。完全沒有「意識（感受性）」這一點。對哲學殭屍而言，這些全都只是物理化學上的反應集合體。

## 殭屍論證
殭屍論證（zombie argument）或稱可能性論證（Conceivability Argument）是指下列批判物理主義形式的論證。
1. 我們的世界中有意識體驗。
2. 存在有物理層面與我們的世界相同，並且能夠肯定意識的部分無法成立，理論上可能的世界。
3. 而肯定意識的部分並不等同於肯定物理層面的部分，這對我們的世界而言是確切的事實。
4. 因此唯物論不成立。

關於各個階段的說明
1.我們的世界中有意識體驗。
主張被稱為意識、感質、經驗或感情的這些東西是「存在的」。
2.存在有物理層面與我們的世界相同，並且能夠肯定意識的部分無法成立，理論上可能的世界。
現代物理學主張意識、感質、經驗、感情全部欠缺的世界是可能的。這個只存在哲學殭屍的世界就稱為殭屍世界。
3.而肯定意識的事實並不等同於肯定物理層面的事實，這對我們的世界而言是確切的事實。
雖然殭屍世界欠缺，但我們所在的現實世界擁有意識、感質、經驗、感情是事實。而現在的物理法則並不包含這些。
4.因此唯物論不成立。
從上述幾點看來，以現在的物理法則、物理量能夠解釋一切這件事是錯的。

## 歷史
與殭屍論證相似類型的討論，也就是無法找出「意識體驗」與「物質型態和動作」間的合理連結這種類型的議論，在過去也以各種形式被探討。隨著歷史演變這些議論也跟著精簡，以下列舉幾個主要的例子。

### 萊布尼茲的風車小屋思考實驗

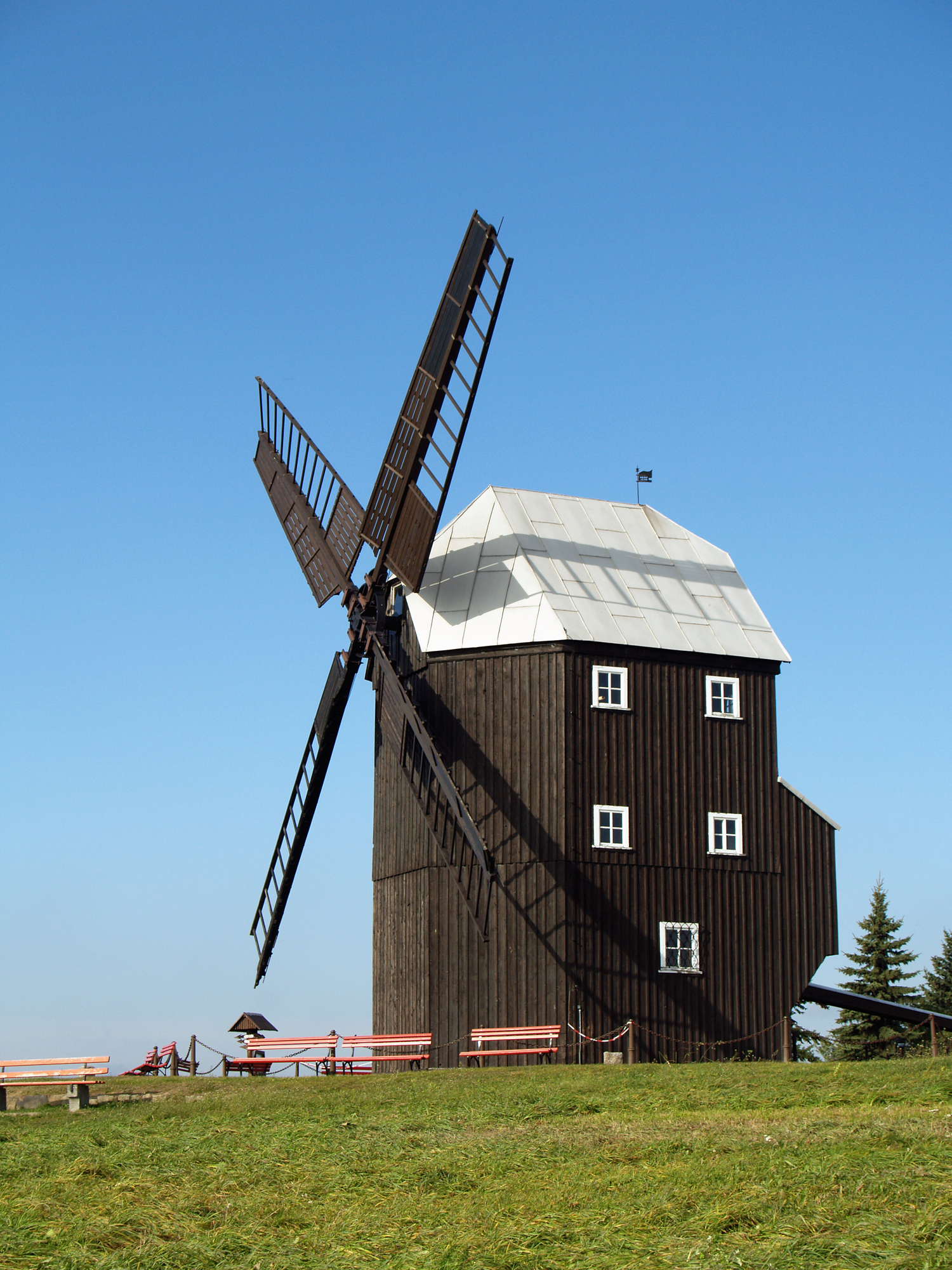
假設有能夠思考的機械（以現代而言即是人工智慧），把那個機械放大到風車大小。這時進入裡面觀察內部，究竟會看到什麼呢。萊布尼茲就是在思考這件事。

17世紀德國哲學家哥特佛萊德·萊布尼茲所著的『單子論』中，風車小屋（windmill）能夠證實下述論證。
假設有讓機械能夠思考、感覺、知覺的機關。將這個機關整體以相同比例擴大，放進風車小屋裡。但是在這個情況下去機械內部尋找後見到的，也只會是機械一部分各自運作的景象，絕對找不到能夠解釋表象的一切物品。
 — 萊布尼茲『單子論』(1714年)
使用的詞略為古老，但表象這個詞是與現代所使用的「意識」對應。從這個風車議論中，萊布尼茲把單子（萊布尼茲假定存在，且無法再分割的世界最小構成要素）內部性質放在表象的位置上。

### 羅素的世界的因果骨架
20世紀前半，哲學家伯特蘭·羅素以『物質分析（Analysis of Matter）』(1927年)為中心在許多著作中展開議論時，也能看見同樣的討論。羅素在分析物理學究竟是什麼時認為，物理學能夠處理對象與對象之間擁有什麼樣的關係，但無法處理擁有這種關係的對象的內在性質，用物理學世界來記述外型的東西則作為「世界的因果骨架（Causal Skeleton of the World）」處理。
物理學是很數學的。但那並不是因為我們非常明白物理性的世界，而是因為我們只知道皮毛 - 我們所知的只有世界擁有數學性質。物理世界只有關於時空構造裡的抽象特徵為人所知 - 這些特徵還不足以表現，心靈世界中內在特徵究竟有或沒有什麼不同。
 — 伯特蘭·羅素『Human knowledge: It's Scope and Limits』(1948年)
除非我們直接經歷過的內心現象，在物理現象中關於內在性質的部分，我們一無所知。
 — 伯特蘭·羅素 『Mind and Matter』(1956年)

### 克里普克的模態邏輯
1970年代，哲學家索爾·阿倫·克里普克用模態（modality）這個概念延續出模態邏輯（modal argument）。這個論點與其說是直覺的更應該說是相當技巧的，但在可能世界架構中的固定指示詞（rigid designator）間說明同一律必須以必然的東西為前提，來反駁神經現象與痛苦代表我們擁有的內心感覺間的同一律證明（所謂的身心同一論）。這個論證在克里普克講義錄『命名與必然性』中有詳細的討論。克里普克在這本書的最終章將論證結果以下述寓言故事來表現。
假設神創造了世界，並且完全定義這個世界中存在什麼種類的粒子、粒子間又如何相互作用。那麼神的工作這樣就結束了嗎？不，還沒有。神還有必須完成的工作，那就是定義在某種狀態下伴有的某種感覺。

### 其他
感質反轉、瑪莉房間、中文房間等思考實驗也探討類似的問題。